# The Fast and the Furious
The Fast and the Furious (bra: Velozes e Furiosos; prt: Velocidade Furiosa) é um filme de ação estadunidense de 2001 dirigido por Rob Cohen e escrito por Gary Scott Thompson, Erik Bergquist e David Ayer. É o primeiro filme da franquia Fast & Furious e é estrelado por Vin Diesel, Paul Walker, Michelle Rodriguez e Jordana Brewster. O longa acompanha os passos do policial disfarçado Brian O'Conner (Walker), que investiga uma gangue liderada por Dominic Toretto (Diesel), a qual, usando carros de alta performance, vem praticando roubos a caminhões transportando equipamentos eletrônicos caros. O conceito do filme foi inspirado em "Racer X", um artigo da revista americana Vibe escrito pelo jornalista Ken Li que detalhava a cultura das corridas de rua ilegais dos Estados Unidos.
Gravado majoritariamente em Los Angeles, The Fast and the Furious custou estimadamente US$ 38 milhões e foi lançado nos cinemas norte-americanos em 22 de junho de 2001, terminando por arrecadar US$ 207.283.925 mundialmente. A reação geral da crítica especializada foi mista, de acordo com os sites agregadores Rotten Tomatoes e Metacritic, embora tanto Diesel quanto Walker foram elogiados por seus papéis e tornaram-se nomes conhecidos, tanto nos Estados Unidos como no resto do mundo. O longa originou uma franquia lucrativa de nove filmes e foi distribuído pela Universal Pictures.

## Enredo
Em uma estrada deserta, uma gangue de assaltantes, que dirigiam três Honda Civics modificados, assaltam um caminhão que transportava mercadorias eletrônicas, roubam sua carga e fogem.
No dia seguinte, uma força tarefa conjunta do Departamento de Polícia de Los Angeles (LAPD) e do FBI envia Brian O'Conner, policial disfarçado, para localizar a gangue. Ele inicia sua investigação no mercado de Toretto, pedindo seu lanche de atum no pão branco, sem casca, e flertando com Mia, irmã do infame corredor de rua Dominic Toretto, enquanto Dominic ostensivamente fica no escritório lendo um jornal. A equipe de Dominic, Vince, Leon, Jesse e sua namorada Letty, chegam. Vince, que tem uma queda por Mia, começa uma briga com Brian até Dominic intervir.
Naquela noite, Brian leva um Mitsubishi Eclipse 1995 modificado para uma corrida ilegal de rua, na esperança de encontrar uma pista da gangue de assalto. Dominic chega em seu Mazda RX-7 e inicia uma corrida de arrancada entre ele, Brian e outros dois pilotos. Sem dinheiro, Brian é forçado a apostar seu carro. Dominic vence a corrida após o mau funcionamento do carro de Brian, mas a polícia chega antes que ele possa entregar seu veículo. Brian, em seu carro, ajuda Dominic a escapar, mas eles acidentalmente entram no território do antigo rival de Dominic, o líder de gangue Johnny Tran e seu primo Lance Nguyen, que destroem o veículo de Brian. Mais tarde, Dominic reitera que Brian ainda lhe deve um "carro de 10 segundos". Os dois então voltam juntos para a casa de Dominic, onde uma briga entre Vince, que está irritado pela presença de Brian, e Dominic ocorre.
Brian traz um Toyota Supra 1994 danificado para a garagem de Dominic como substituto do Eclipse destruído. Dominic e sua equipe iniciam o longo processo de restauração do veículo e Brian começa a namorar Mia. Ele também começa a investigar Tran, convencido de que ele é o mentor por trás dos roubos dos caminhões. Enquanto investiga uma garagem à noite, Brian é descoberto por Dominic e Vince, que exigem uma explicação. Brian os convence de que ele está pesquisando os veículos de seus oponentes para as próximas "Corridas no deserto". Juntos, o trio investiga a garagem de Tran, descobrindo uma grande quantidade de produtos eletrônicos.
Brian relata a descoberta a seus superiores e Tran e Lance são presos. A invasão falha no entanto quando os eletrônicos são comprados legalmente. Brian é forçado a enfrentar sua suspeita de que Dominic é o verdadeiro mentor. Brian recebe 36 horas para encontrar a gangue de assalto, já que os caminhoneiros estão se armando para se defender dos sequestros. No dia seguinte, Dominic e Brian participam das "Corridas no deserto". Lá, Jesse aposta o Volkswagen Jetta de seu pai contra Tran em seu Honda S2000, mas foge com o carro depois que ele perde. Tran exige que Dominic recupere o veículo e o acusa de denunciá-lo à polícia. Enfurecido, Dominic bate em Tran.
Mais tarde naquela noite, Brian testemunha Dominic e sua equipe saindo e percebe que eles são os seqüestradores. Ele revela sua verdadeira identidade a Mia e a convence a ajudá-lo a encontrar a gangue. Dominic, Letty, Vince e Leon atacam um caminhão de semi-reboque, pretendendo que seja o seu assalto final. O motorista armado atira em Vince e joga Letty para fora da estrada. Brian chega com Mia e resgata Vince. Ele é forçado a revelar sua identidade para chamar atendimento médico de emergência para salvá-lo. Dominic, Mia e o resto da equipe partem antes das autoridades chegarem.
Algum tempo depois, Brian chega na casa de Dominic para prendê-lo, enquanto ele está tirando o Dodge Charger R/T 1970 de seu pai para fora da garagem. Jesse chega, implorando por proteção. Tran e Lance passam de moto, atiram e matam Jesse por fugir com o carro após perde-lo. Brian e Dominic perseguem seus veículos separados, encontrando e matando Tran e Lance. Brian então persegue Dominic, com os dois eventualmente concordando com uma corrida de arrancada de 400 metros. Os dois mal atravessam uma estrada de ferro antes que um trem passe, o que acaba com a corrida, mas Dominic bate seu carro em um caminhão. Em vez de prendê-lo, Brian entrega as chaves do seu carro a Dominic, afirmando que ele ainda lhe deve um carro de 10 segundos. Dominic escapa no Supra enquanto Brian se afasta.
Na cena pós-créditos, Dominic dirige por Baja Califórnia, México, em um Chevrolet Chevelle SS 1970.

## Elenco
| Ator/Atriz         | Personagem      |
| ------------------ | --------------- |
| Paul Walker        | Brian O'Conner  |
| Vin Diesel         | Dominic Toretto |
| Michelle Rodriguez | Letty Ortiz     |
| Jordana Brewster   | Mia Toretto     |
| Rick Yune          | Johnny Tran     |
| Chad Lindberg      | Jesse           |
| Johnny Strong      | Leon            |
| Matt Schulze       | Vince           |
| Ted Levine         | Sgt. Tanner     |
| Ja Rule            | Edwin           |
| Vyto Ruginis       | Harry           |
| Thom Barry         | Agente Bilkins  |
| Stanton Rutledge   | Muse            |
| Noel Gugliemi      | Hector          |
| R.J. de Vera       | Danny Yamato    |
| Beau Holden        | Ted Gassner     |
| Reggie Lee         | Lance Nguyen    |

## Produção

### Desenvolvimento
O diretor, Rob Cohen, teve a inspiração de The Fast and the Furious depois de ler um artigo na edição de maio de 1998 da revista Vibe, intitulado "Racer X", escrito pelo jornalista Ken Li, sobre corridas de rua em Nova Iorque, e assistir pessoalmente uma corrida de rua ilegal à noite, em Los Angeles. Em seguida, Cohen convenceu a Universal Pictures para fazer o filme e, assim, o estúdio comprou os direitos do artigo de Li.
Cohen conduziu suas ideias em parceria com os roteiristas Gary Scott Thompson e David Ayer. O projeto passou por inúmeros rascunhos e títulos, indo desde o título concedido do artigo da Vibe, "Racer X", para "Redline" e "Race Wars", antes de finalmente decidirem o título The Fast and the Furious. Para usar esse, no entanto, tiveram que comprar os direitos para o título, mas não a história, de um filme de mesmo nome de 1954 escrito por Roger Corman.
O produtor Neal H. Moritz, que já havia trabalhado com Paul Walker no filme Sociedade Secreta (2000), deu ao ator um roteiro e ofereceu o papel de Brian O'Conner. Originalmente, o estúdio disse aos produtores que dariam sinal verde ao filme se conseguissem que Timothy Olyphant fizesse o papel de Dominic Toretto. Olyphant, no entanto, que estrelou o sucesso de bilheteria 60 Segundos (2000), do ano anterior, recusou o papel. Moritz sugeriu Diesel, que tinha que ser convencido a assumir o papel, mesmo que ele tivesse desempenhado papéis de apoio até aquele momento de sua carreira.

### Filmagens
O filme foi rodado em vários locais dentro de Los Angeles e partes do sul da Califórnia, de julho a outubro de 2000. Os principais locais incluem o Dodger Stadium (na cena de abertura em que Brian testa seu Eclipse no estacionamento), Angelino Heights, Silver Lake e Echo Park (os bairros ao redor da casa de Toretto), bem como Little Saigon (onde Jony Tran destrói o Eclipse) e o Aeroporto Internacional de San Bernardino (o local para Race Wars, que atraiu mais de 1.500 proprietários e entusiastas de carros importados). Toda a última cena do assalto ao caminhão plataforma foi filmada ao longo da Domenigoni Parkway, no lado sul de San Jacinto / Hemet, no vale de San Jacinto, perto do lago Diamond Valley, a cena final onde Brian e Toretto correm até atravessar o trilho do trém foi filmada no "Terminal Island", o terminal portuário proxima a San Pedro - CA, mais precisamente na Avenida Terminal Way, e o cruzamento com o trem fica na "Terminal Way com a Earle st.", pouco mais a frente fica o local onde Toretto bate no caminhão e capota.
Antes das filmagens, Jordana Brewster e Michelle Rodriguez não tinham carteira de motorista, por isso tiveram aulas de direção durante a produção. Na cena climática entre Brian e Toretto, filmagens separadas de ambos os carros atravessando a estrada de ferro e o trem atravessando a rua foram filmadas e depois compostas para dar a ilusão de que o trem estava errando os carros. Uma longa barra de aço foi usada como uma rampa para o carro de Toretto colidir com o caminhão e voar no ar.
Um final alternativo intitulado "More than Furious" foi filmado, no qual Tanner deixa Brian na casa de Toretto, onde encontra Mia fazendo as malas, com a intenção de se afastar. Brian revela que ele renunciou à polícia de Los Angeles, que o deixou ir em silêncio, e que ele quer outra chance com ela. Quando Mia diz a ele que não vai ser tão simples assim, Brian diz a ela que ele tem tempo. Esse final foi lançado na coletânea em DVD.
Durante as filmagens, setenta e oito carros foram destruídos dentro e fora da tela. Dos setenta e oito carros, três foram mostrados sendo destruídos apenas no trailer do filme.

## Música
A trilha sonora de The Fast and the Furious foi composta pelo produtor musical BT, misturando música eletrônica com hip-hop e influências industriais. Duas trilhas sonoras foram lançadas para o filme. A primeira, caracteriza-se principalmente em hip-hop e rap. O álbum ganhou disco de platina em 2002, tanto nos Estados Unidos quanto no Canadá. A segunda, intitulado More Fast and Furious: Music from and Inspired by the Motion Picture The Fast and the Furious, apresenta canções de metal alternativo, pós-grunge e nu metal, bem como faixas produzidas por BT.
| Faixas | Capa |
| --- | ---- |
| The Fast and the Furious (trilha sonora) 1. "Good Life (Remix)" (Faith Evans feat. Ja Rule, Vita & Caddillac Tah) 2. "POV City Anthem" (Caddillac Tah) 3. "When a Man Does Wrong" (Ashanti) 4. "Race Against Time Pt. 2" (Tank feat. Ja Rule) 5. "Furious" (Ja Rule feat. Vita & 01) 6. "Take My Time Tonight" (R. Kelly) 7. "Suicide" (Scarface feat. Irv Gotti) 8. "The Prayer" (Black Child) 9. "Tudunn Tudunn Tudunn (Make U Jump)" (Funkmaster Flex feat. Noreaga) 10. "Hustlin'" (Fat Joe feat. & Armageddon) 11. "Freestyle" (Boo & Irv Gotti) 12. "Rollin' (Urban Assault Vehicle)" (Limp Bizkit feat. DMX, Method Man & Redman) 13. "Life Ain't a Game" (Ja Rule) 14. "Cali Diseaz" (Shade Sheist feat. Nate Dogg) 15. "Didn't I" (Petey Pablo) 16. "Put It on Me (Remix)" (Ja Rule feat. Vita & Lil' Mo) 17. "Justify My Love" (Vita feat. Ashanti) 18. "Debonaire" (Dope) |      |
| 18. " Deep Enough" (Live) |      |
| More Fast and Furious 1. "Superstar" (Saliva) 2. "Faithless" (Injected) 3. "Crawling in the Dark" (Hoobastank) 4. "Dominic's Story" (BT) 5. "This Life" (Primer 55) 6. "Crashing Around You" (Machine Head) 7. "Idi Banashapan" (Roni Size) 8. "Lock It Down" (Digital Assassins) 9. "Race Wars" (BT) 10. "Click Click Boom" (Saliva) 11. "Shelter" (Greenwheel) 12. "Watch Your Back" (Benny Cassette) 13. "Polkas Palabras" (Molotov) 14. "The Fast and The Furious Theme" (BT) |      |

## Recepção

### Comercial
The Fast and the Furious foi lançado em 22 de junho de 2001, na América do Norte e ficou em primeiro lugar nas bilheterias, à frente de Dr. Dolittle 2, Lara Croft: Tomb Raider e Atlantis: The Lost Empire, arrecadando US$ 40.089.015 durante o seu fim de semana de estreia. O filme se tornou a quarta produção consecutiva da Universal de 2001 a arrecadar quarenta milhões de dólares em seus fins de semana de estreia logo após Jurassic Park III, American Pie 2 e The Mummy Returns. Seu lançamento mais amplo foi de 2.889 cinemas. Durante sua exibição, o filme arrecadou um total doméstico de US$ 144.533.925, juntamente com um total internacional de US$ 62.750.000, elevando seu total mundial para US$ 207.283.925 com um orçamento de US$ 38 milhões.

### Critica
No Rotten Tomatoes, The Fast and the Furious tem um índice de aprovação de 55% com base em 153 avaliações, obtendo uma classificação média de 5,40/10; o consenso crítico do site diz: "Elegante e brilhante na superfície, The Fast and the Furious lembra aqueles filmes cafonas de exploração adolescente dos anos 1950". No Metacritic, o filme tem uma pontuação média ponderada de 58 de 100 com base em 29 críticas, indicando "críticas mistas ou médias". O público pesquisado pelo CinemaScore deu ao filme uma nota média "B+" em uma escala de "A+" a "F".
Todd McCarthy, crítico da revista Variety, chamou o filme de "uma emoção barata, corajosa e gratificante, o carro quente de Rob Cohen é uma verdadeira raridade hoje em dia, um explorador realmente bom, o tipo de coisa que dominaria os drive-ins se eles ainda existissem". Kevin Thomas, do jornal Los Angeles Times, chamou-o de "um filme de ação surpreendente na complexidade de seus personagens principais e presságios de tragédia". A interpretação de Vin Diesel como Dominic Torretto ganhou elogios, com Reece Pendleton do Chicago Reader escrevendo que "Diesel carrega o filme com sua inquietante mistura de tranquilidade zen e raiva mal controlada".

## Lançamento em outras mídias

### Home Video
The Fast and the Furious foi lançado em DVD no dia 2 de janeiro de 2002. Um segundo DVD intitulado "Tricked Out Edition", lançada em 3 de junho de 2003, contou com Turbo-Charged Prelude, um curta-metragem que antecedeu o enredo de 2 Fast 2 Furious. Uma versão resumida desse mesmo curta-metragem também foi lançada junto com o DVD desta sequência.